# (2746) Hissao
(2746) Hissao (1979 SJ9; 1927 FB; 1954 GA; 1974 CE1; 1981 GA) ist ein ungefähr fünf Kilometer großer Asteroid des inneren Hauptgürtels, der am 22. September 1979 vom russischen (damals: Sowjetunion) Astronomen Nikolai Stepanowitsch Tschernych am Krim-Observatorium (Zweigstelle Nautschnyj) auf der Halbinsel Krim (IAU-Code 095) entdeckt wurde.

## Benennung
(2746) Hissao wurde nach dem Gissarskaja Astronomitscheskaja Obserwatorija (IAU-Code 190) in Hissor, das 14 Kilometer südöstlich von Duschanbe, der Hauptstadt des heutigen Tadschikistan liegt, benannt. Dieses Observatorium ist Teil des Instituts für Astrophysik der Tadschikischen Akademie der Wissenschaften.